# Southside Flyers
Southside Flyers is een Australische basketbalclub voor dames uit Melbourne, Victoria actief in de Women's National Basketball League, de hoogste Australische damesbasketbalcompetitie.
Het team werd opgericht in 1992 als Dandenong Rangers. In 2019 wordt de naam Southside Flyers. Het team was kampioen van de Women's National Basketball League na winst in de Grand Final in 2004, 2005, 2012, 2020 en 2024.

## Bekende (oud-)coaches
- Kristi Harrower (2024-heden)

## Bekende (oud-)spelers
- Abby Bishop
- Liz Cambage
- Kathleen MacLeod
- Anneli Maley
- Emily McInerny
- Leilani Mitchell
- Jenna O'Hea
- Emma Randall
- Penny Taylor
- Laia Palau
- Mercedes Russell